# Final Destination 3
Final Destination 3 is een Amerikaanse horrorfilm uit 2006 onder regie van James Wong. Het is een vervolg op Final Destination uit 2000 en Final Destination 2 uit 2003.

## Verhaal
Een klas bezoekt een pretpark, om te vieren dat de examens erop zitten. Studente en schoolfotografe Wendy Christensen maakt volop foto's. Ondanks de leuke sfeer voelt Wendy zich onbehaaglijk. De avond zal afgesloten worden met een ritje in Devil's Flight: de enorme achtbaan in het pretpark. Als Wendy in haar karretje zit, krijgt ze een visioen. In het visioen crasht de achtbaantrein, waardoor alle inzittenden omkomen. Wendy waarschuwt het personeel om het voertuig niet te laten vertrekken. De achtbaantrein vertrekt echter wel maar Ashlyn Harperin, Ashley Freund, Frankie Cheeks, Lewis Romero, Ian McKinley en zijn vriendin Erin Ulmer, Wendy's zus Julie Christensen, Perry Malinowski, Kevin Fischer en Wendy zelf stappen uit. Wendy's vrienden Jason en Carrie kunnen niet uitstappen.
Niemand wil Wendy geloven, maar het ongeluk gebeurt even later echt en alle inzittenden overlijden. Een paar dagen later heeft Wendy veel schuldgevoelens over Jason en Carrie. Kevin vertelt haar over een vliegtuigongeluk, zes jaar geleden. Iemand kreeg een visioen dat het vliegtuig zou neerstorten en een aantal mensen verlieten het vliegtuig. Het ongeluk gebeurde en daarna stierven de overlevenden, in dezelfde volgorde als in het vliegtuig het geval geweest zou zijn, door allerlei ongelukken.

### Het eerste en tweede slachtoffer: Ashlyn Halperin en Ashley Freund
Diezelfde dag nog gaan Ashley en Ashlyn naar een zonnebank. De eigenaar moet dringend bellen en laat Ashley en Ashlyn het zelf regelen. Ashley sluit de ingang zodat er geen nieuwe klanten binnenkomen. De eigenaar gaat langs de achterdeur even naar buiten. Hij stopt een tube zonnebrandcrème tussen de achterdeur maar de tube gaat open en loopt leeg, waardoor de deur in het slot valt. Ashley neemt, tegen beter weten in, haar frisdrank mee en zet hem op de meterkast. Als de meiden in de zonnebank liggen, begint de beker met frisdrank te lekken. Er ontstaat kortsluiting en de temperatuur van de zonnebanken begint langzaam te stijgen. Door de toenemende warmte begint de airco harder te blazen. De kapstok die ervoor staat begint daardoor te wankelen. Als de meiden door hebben dat het warmer wordt, willen ze eruit. Maar op dat moment blaast de airco de kapstok om en hij valt op de cd-plank. Deze zat al wat losjes aan de muur en valt nu naar beneden, tussen de zonnebanken, waardoor die niet meer open kunnen. Ashley en Ashlyn raken in paniek en beginnen te gillen. De eigenaar kan niet naar binnen en de twee verbranden levend.

### Het derde slachtoffer: Frankie Cheeks
Wendy en Kevin besluiten samen op onderzoek te gaan naar de vreemde gebeurtenissen, en Wendy laat Kevin de foto's zien. Als ze de gemaakte foto's bekijken, zien ze een verband met hoe Ashley en Ashlyn later omkwamen. Op hun foto is er een grote hoeveelheid licht in de lens waardoor er op de foto een kring van licht rondom de meiden te zien is. Hierdoor lijkt het alsof ze in brand staan.
Frankie Cheeks zou in Wendy's visioen na Ashley en Ashlyn sterven. Ze gaan naar een hamburgerrestaurant toe en wachten buiten in de drive-in. Daar blokkeert een vrachtwagen de deuren van hun wagen. Van een andere vrachtwagen, een eindje verder, breken de remmen en de vrachtwagen begint stuurloos op Wendy en Kevin af te rijden. De man voor hen ziet niet wat er gebeurt, en rijdt niet door. Wendy en Kevin weten op het nippertje uit de auto te komen. De vrachtwagen botst op die van Kevin en de motor wordt uit zijn kap gedrukt. Het roterende deel van de motor snijdt het achterhoofd van de man ervoor eraf. Die man blijkt Frankie te zijn. Op een andere foto van Frankie staat wel een aanwijzing. Achter zijn hoofd is een draaiende ventilator te zien.

### Het vierde slachtoffer: Lewis Romero
Lewis zou in het achtbaan-ongeluk als volgende sterven. Wendy en Kevin bekijken zijn foto en vinden er enkele aanwijzingen op. Op de achtergrond staat een bord van een sultan met twee grote zwaarden. Lewis slaat op de foto met een hamer op een paal met gewicht. Het gewicht lijkt op zijn hoofd af te komen. Wendy en Kevin gaan naar de sportschool waar Lewis traint, maar Lewis wil hen niet geloven. Hij begint te trainen op een machine met gewichten erop. Door de trillingen die de machine veroorzaakt vallen er twee zwaarden boven hem naar beneden. De zwaarden doden Lewis niet, maar hakken de touwen door waaraan de gewichten hangen. Doordat Lewis nogmaals krachtzet wordt zijn hoofd tussen de gewichten verpletterd.

### Het vijfde slachtoffer: Erin Ulmer
Het volgende slachtoffer was in Wendy's visioen Ian McKinley. Wendy en Kevin gaan naar de werkplaats waar Ian en Erin werken. Ian en Erin stoppen met werken om met hen te kunnen praten. Ian heeft de heftruck per ongeluk aan laten staan en deze begint te rijden. De heftruck duwt een muur met gereedschap om die Ian dreigt te verpletteren. Wendy trekt Ian net op tijd weg, maar Erin verliest haar evenwicht en komt in haar val tegen een spijkerpistool aan dat spijkers in haar hoofd en hand begint te schieten. Erin zou ook in Wendy's visioen na Ian sterven.

### Het zesde slachtoffer: Perry Malinowski
Er is een groot feest in de stad omdat die vele jaren geleden gesticht werd. Op de festiviteit, waar het verleden nagespeeld wordt, zijn heel wat aanwezigen. Volgens Wendy's visioen zouden nu eerst Julie, daarna Perry, daarna Kevin, daarna Wendy zelf en ten slotte Ian moeten sterven. Wendy gaat naar het feest, waar Kevin en Julie ook zijn, om hen te waarschuwen. Kevin wil Julie alles vertellen, maar Julie wil niet naar hem luisteren. Een rollende kanonskogel stoot een stok om die een kist met vuurwerk in evenwicht houdt waardoor de stok scheef komt te staan. Twee jongens steken rotjes af bij een paard. Het paard schrikt en slaat op hol. Daarbij sleept hij het touw en de stok waaraan hij vastzat achter zich aan. Op Julies foto is een paard van een draaimolen op de achtergrond te zien. Julie valt en blijft aan het touw haken. Het paard sleept haar mee naar een ploeg met vlijmscherpe messen. Vlak voordat Julie door de ploeg wordt gestoken, hakt Kevin het touw door met een zwaard.
Wendy vraagt de versufte Julie wie naast haar in de achtbaan zat. Het blijkt Perry te zijn. Het paard rent door en het touw blijft achter een vlaggenstok haken. De vlaggenstok wordt uit de grond getrokken en vliegt door de lucht. Perry wordt uiteindelijk door de stok gespietst.

### Het zevende slachtoffer: Ian McKinley
Kevin is in Wendy's visioen als volgende aan de beurt. Hij probeert het dolle paard te stoppen maar het paard schopt hem op een tafel met hapjes. Door Kevins val op de tafel wordt een vleesspies in de lucht gelanceerd. Het stokje van de spies prikt in de slang van een gastank, die bij de barbecue staat. Hierdoor ontstaat er een gasexplosie waardoor Kevin dreigt te verbranden maar hij wordt juist op tijd weggetrokken door Wendy. De Dood slaat hem, net als Ian en Julie, over. Op Kevins foto verlichte de flits heel zijn gezicht waardoor het leek alsof er iets bij zijn gezicht ontplofte. Wendy is nu aan de beurt. Op haar foto draagt ze een T-shirt met de naam "McKinley" op gedrukt, hierdoor denkt ze dat Ian haar dood zal veroorzaken. Als ze Ian hen ziet achtervolgen wil ze vluchten. Ian beschuldigt haar van Erins dood en denkt zelf buiten gevaar te zijn. Als het vuurwerk wordt afgestoken, vliegt het vuurwerk op de scheve kar richting Wendy. Wendy bukt net op tijd en wordt overgeslagen. Ook Ian wordt niet geraakt door het vuurwerk. Hij begint te schreeuwen dat alles voorbij is voor hem en dat hij veilig is. Nadien raakt het vuurwerk de hoogwerker achter hem echter wel en die valt om waardoor Ian in twee delen wordt gesneden, zijn benen verplettert maar zijn bovenlichaam nog intact, als de camera zich meer op Ian richt zie je nog dat hij zijn middenvinger uitstak.

### De laatste slachtoffers: Kevin Fischer, Julie Christensen en Wendy Christensen
Er is in vijf maanden niets meer gebeurd en Kevin, Wendy en Julie denken veilig te zijn. Als Wendy in de metro zit, wil ze uitstappen voor frisse lucht en heeft een slecht voorgevoel. Er komt heel wat volk binnen in de wagon waaronder ook haar zus, hierdoor blijft ze in de metro. Ze vertelt aan Julie dat ze een slecht voorgevoel heeft maar Julie antwoordt dat het voorbij is en zolang dat zijzelf en Kevin niet dood zijn, Wendy veilig is. Meteen daarna ziet ze Kevin zitten in dezelfde wagon. Wendy vraagt hoelang hij al op de metro zit, waarop hij antwoordt dat hij er al van thuis af opzit. Hij vertelt ook dat hij op weg is naar een match. Nadien krijgt Wendy nog een visioen waarin de metro een ongeluk krijgt. Julie wordt door een treinwiel geraakt en Kevins hoofd wordt langs de muur geschaafd. Wendy wordt uit de metro geslingerd en belandt op de rails met een gebroken been, waardoor ze moeilijk weg kan komen. Er komt een andere metro op haar af maar voordat die haar raakt, eindigt haar visioen. Wendy waarschuwt Julie en Kevin en ze trekken meteen aan de noodrem, welke defect is. Het beeld verdwijnt maar de geluiden van het ongeluk zijn hoorbaar. Het is onduidelijk of Julie, Kevin en Wendy al dan niet zijn omgekomen.

## Rolverdeling
| Acteur                  | Personage                                    | Opmerkingen |
| ----------------------- | -------------------------------------------- | ----------- |
| Ryan Merriman           | Kevin Fischer                                |             |
| Mary Elizabeth Winstead | Wednesday "Wendy" Christensen                |             |
| Kris Lemche             | Ian McKinley                                 |             |
| Alexz Johnson           | Erin Ulmer                                   |             |
| Sam Easton              | Frankie Cheeks                               |             |
| Jesse Moss              | Jason Robert Wise                            |             |
| Gina Holden             | Carrie Dreyer                                |             |
| Texas Battle            | Lewis Romero                                 |             |
| Chelan Simmons          | Ashley Freund                                |             |
| Crystal Lowe            | Ashlyn Halperin                              |             |
| Amanda Crew             | Julie Christensen                            |             |
| Maggie Ma               | Perry Malinowski                             |             |
| Ecstasia Sanders        | Amber Regan                                  |             |
| Tony Todd               | Duivel ingang achtbaan Omroeper metrostation | Stem        |

## Ontvangst
Final Destination 3 werd uitgebracht op 2 februari 2006 en werd door het publiek relatief slecht ontvangen. Op Rotten Tomatoes heeft de film een score van 44% op basis van 117 beoordelingen. Metacritic komt op een score van 41/100, gebaseerd op 28 beoordelingen. In 2009 werd een vervolgfilm uitgebracht onder de naam The Final Destination.

## Trivia
- Ashley en Ashlyn zouden in een alternatieve versie als volgt doodgaan: Ashlyn bemerkt tijdig dat de zonnebank te warm wordt, en gaat eruit. De cd-plank valt echter op haar hoofd waardoor ze bewusteloos raakt. Ondertussen komt de plank tussen de zonnebanken te zitten, waardoor Ashley er niet uit kan. Ashlyn komt weer bij bewustzijn en wil Ashley bevrijden. Ashley heeft al ernstige brandwonden opgelopen maar leeft nog wel. Ashlyn opent haar zonnebank en reikt Ashley haar hand. Als Ashley Ashlyns hand grijpt valt ze echter door het glas in elektriciteitsdraden. Ashley wordt geëlektrocuteerd en Ashlyn dus ook omdat ze Ashley aanraakt.
- In de alternatieve versie liet Wong Frankie Cheeks in de drive-inscène redden door Kevin. Hij veranderde dit al snel, waardoor er geen andere sterfscène van Frankie bestaat.
- Wong liet Lewis in een alternatieve versie sneller sterven. In die versie sterft Lewis zodra Wendy en Kevin de sportschool binnenkomen. Wong besloot hen meer tijd te geven. Lewis sterft nu nadat ze hem gewaarschuwd hebben, maar nog wel op dezelfde manier.
- Erin stierf in de alternatieve versie op dezelfde manier. Alleen doorboort het stuk hout de zaagselzak niet, maar raakt een stel duiven, die in Erins gezicht vliegen waardoor ze met haar hoofd het spijkerpistool raakt.
- Ian McKinley wordt in de alternatieve versie ook verpletterd door de hoogwerker, alleen zie je hier zijn lichaam niet. Nu is te zien dat Ian door de hoogwerker in tweeën wordt geslagen. De ene helft van zijn lichaam steekt hierin onder de hoogwerker uit.